# Louise Nalbandian
Louise Nalbandian, née le 12 septembre 1926 à San Francisco et morte le 2 décembre 1974 à Newman, est une historienne américaine d'origine arménienne.

## Biographie
Louise Nalbandian naît le 12 septembre 1926 à San Francisco. Elle y grandit et a deux frères, Al et Harvey.
Elle fait ses études à l'Université de San Francisco, puis soutient son doctorat consacré aux partis politiques arméniens à l'Université Stanford. Sa thèse est publiée en 1963 et devient un ouvrage de référence sur le mouvement révolutionnaire arménien. Entre 1964 et 1974, elle est professeure à l'Université d'État de Californie à Fresno. Durant cette période, elle fait en sorte d'y étendre l'enseignement des études arméniennes.
Elle meurt le 2 décembre 1974 à Newman dans un accident de voiture.

## Publications
- (en) The Armenian revolutionary movement : The development of Armenian political parties through the nineteenth century, University of California Press, 1963, 247 p. (lire en ligne)